# Simpang (Pariaman Selatan)
Simpang is een bestuurslaag in het regentschap Pariaman van de provincie West-Sumatra, Indonesië. Simpang telt 734 inwoners (volkstelling 2010).